# EQT
EQT AB Group (EQT) är ett svenskt globalt inriktat riskkapitalbolag som grundades 1994, med 269 miljarder euro i förvaltat kapital. 

## Historik
EQT har cirka 269 miljarder euro i totalt förvaltat kapital och har över 50 aktiva fonder. EQT:s affärsidé är att investera i medelstora till stora företag i norra och östra Europa, Asien och USA. EQT grundades 1994 av Wallenbergsfärens Investor och Conni Jonsson. Den grundläggande affärsidén var att paketera om de Wallenbergska honnörsorden om aktivt ägande och industriellt kunnande i en form som passade den nya tiden. Företaget växte snabbt, i likhet med konkurrenterna Industri Kapital och Nordic Capital, och Sverige fick snart en riskkapitalbransch som räknat per invånare var bland de största och mest livaktiga i Europa.
EQT Partners är rådgivare till samtliga EQT-fonder. EQT har cirka 1 400 anställda. EQT Partners har kontor i Köpenhamn, Frankfurt, Helsingfors, Hongkong, Oslo, London, Madrid, Milano, München, New York, Shanghai, Singapore, Stockholm och Zürich.

## Samarbete med högskolor och universitet
Företaget är en av medlemmarna, benämnda Partners, i Handelshögskolan i Stockholms partnerprogram för företag som bidrar finansiellt till högskolan och nära samarbetar med den vad gäller forskning och utbildning.

## SUSE uppköp
I juli 2018 köpte EQT SUSE Linux för 2,5 miljarder amerikanska dollar genom sitt tyska dotterbolag Blitz. Utvecklingen av Linuxdistributionen openSUSE kommer även fortsättningsvis ske utan inflytande från de nya aktieägarna.